# Comardons
Comardons és un masia situada al municipi de Castellar de la Ribera, a la comarca catalana del Solsonès.